# زمین‌لرزه ۲۰۱۱ اسپانیا
زمین‌لرزه اسپانیا  در تاریخ ۱۱ مه ۲۰۱۱ میلادی، برابر با ‎۲۱ اردیبهشت ۱۳۹۰، ساعت ۱۶:۴۷:۲۵٫۰ به زمان یوتی‌سی در اسپانیا ، منطقه مورسیا رخ داد.ژرفای این زلزله ۱٫۰ کیلومتر بود. بزرگی آن ۵٫۱ در مقیاس بدست آمده‌است.
بیشینهٔ شدت آن در مقیاس مرکالی، VII اعلام شده‌است.شمار کشتگان نزدیک به ۹ نفر گزارش شده‌است.
پروژهٔ جهانی تنسور گشتاور مرکزوار پارامتر زمان مرکزوار زمین‌لرزه را با اختلاف ۵٫۳ ثانیه نسبت به زمان رخداد اشاره شده در بالا و مختصات مرکزوار را در ۳۷°۴۴′شمالی ۱°۴۱′غربی / ۳۷٫۷۴°شمالی ۱٫۶۸°غربی محاسبه کرد و همچنین، ژرفا در ۱۲٫۰ کیلومتر ثابت شده‌است. در این محاسبات زاویه‌های (راستا، شیب، ریک) گسل سازندهٔ زمین‌لرزه و صفحه عمود بر آن برابر با (°۲۳۰، °۵۲، ° ۳۲) یا (°۱۱۸، °۶۵، ° ۱۳۷) حاصل شده‌است.